# Walki o Rawicz
Walki o Rawicz – zbrojne wystąpienie polskich mieszkańców Rawicza i południowej Wielkopolski przeciwko państwu niemieckiemu w czasie powstania wielkopolskiego w 1919 roku.

## Przebieg
Powstanie wielkopolskie wybuchło 27 grudnia 1918 roku w Poznaniu. Przed wybuchem powstania niektóre gminy już wcześniej zniosły władzę niemiecką. Powstańcy w krótkim czasie opanowali Wielkopolskę z wyjątkiem północnych i południowo-zachodnich jej rubieży. Do 5 stycznia powstańcy opanowali: Czarnków, Jutrosin, Kruszwicę, Miejską Górkę, Strzelno, Wolsztyn, okrążyli Rawicz. Dla południowej części Wielkopolski, na wniosek Naczelnej Rady Ludowej w Poznaniu, 10 listopada 1918 roku utworzono Powiatową Radę Ludową w Rawiczu. Członkiem Rady był m.in. Ignacy Busza – zastępca komisarza Straży Ludowej, późniejszy dowódca powstania w Rawickim. Rada prowadziła działalność polityczną i propagandową. Od lutego 1919 roku dowódcą odcinka rawickiego został gen. Adolf Kuczewski (generał z mianowania Wielkopolskiej Rady Ludowej, zatwierdzony formalnie ze starszeństwem od czerwca 1919 roku).
Wybuch powstania w Rawickim zapoczątkowało wystąpienie ludności w Miejskiej Górce 5 stycznia 1919 roku. Dowództwo powstania podjęło decyzję zdobycia powiatowego Rawicza. Rawicz leżał w polu działania wielkopolskiego Frontu Południowego - dowódca Frontu ppor. Władysław Wawrzyniak. Dwie bitwy, stoczone w dniach 3/4 luty, 5/6 luty o Rawicz, zakończyły się niepowodzeniem. Siły powstańcze na Froncie Południowym liczyły ok. 2100 powstańców. Niemcy mieli w Rawiczu ok. 2,5 tys. żołnierzy, na wielkopolskim Froncie Południowym: cały garnizon leszczyński, 6 pułk grenadierów poznańskich, 1 pułk grenadierów wrocławskich, 1 i 4 pułk ułanów w Miliczu. Dysponowali także pociągiem pancernym, patrolującym trasę Leszno – Rawicz, oraz samolotem obserwacyjnym. Łącznie siły niemieckie w rejonie Frontu to ok. 15 tys. żołnierzy. Walki toczyły się w sąsiedztwie miasta, w okolicach Sarnowy, Słupi Kapitulnej, Zielonej Wsi. Dębna Polskiego. Powstańcy byli w okopach blisko miasta, jak mówią historycy widzieli jego zabudowania, słyszeli dźwięk dzwonów, jednak Rawicz do końca Powstania Wielkopolskiego pozostawał pod zarządem niemieckim. 19 lutego 1919 roku zawarto zawieszenie broni w walkach o Rawicz.
Nieopanowanie przez powstańców centrum powiatu rawickiego, Rawicza, nie zaprzestało walk wokół miasta na Froncie Południowym. Walki toczyły się w takich miejscowościach jak: Bojanowo, Kąkolewo, Poniec, Miejska Górka, Gościejewice, Słupia Kapitulna, Sowiny. 9 lutego udało się zatrzymać Niemców na wschód od Trzciela, 10 lutego zatrzymano atak niemiecki którego celem było przebicie pierścienia okrążenia pod Rawiczem, 10 lutego miała też miejsce krwawa bitwa o Słupię Kapitulną.
Walki powstańcze na tym terenie zakończyły się 16 lutego 1919 roku po rozejmie w Trewirze, który rozszerzał na front powstańczy zasady rozejmu w Compiègne kończącego I wojnę światową z 11 listopada 1918 roku. W połowie lutego 1919 roku państwa Ententy wymusili na Niemcach w Trewirze wstrzymanie działań przeciw Polakom w Wielkopolsce. Między oddziałami polskimi i niemieckimi wyznaczono linię demarkacyjną. Mimo przerwania działań dowództwo Polskie nie było pewne sukcesu i wzmacniało w miarę możliwości siły powstańcze na poszczególnych frontach. W połowie marca 1919 roku służbę lotniczą pełniła 2 Wielkopolska Eskadra Lotnicza, pod dowództwem podporucznika pilota Edmunda Norwid-Kudły znalazła się na Froncie Południowym. Lotnicy wykonywali loty rozpoznawcze z lotniska Klęka w okolicy Nowego Miasta nad Wartą. Eskadra przekraczała, w celach rozpoznawczych, granicę ze Śląskiem. Piloci w czasie lotów rozrzucali ulotki dla ludności polskiej. Na początku czerwca 1919 roku do działań bojowych przebazowano 3 Wielkopolską Eskadrę Lotniczą z bazowaniem na lotnisko w Górze k. Jarocina. Działała ona na pograniczu wielkopolsko - śląskim, rozpoznając ruchy wojsk niemieckich. Oprócz tego lotnicy rozrzucali ulotki dla ludności polskiej na Górnym Śląsku. Eskadra utraciła na tym obszarze dwa samoloty. Załoga jednego z samolotów została wzięta do niewoli, drugiego samolotu zdołała się przedrzeć do wojsk powstańczych. Obszary opanowane przez powstańców do 28 czerwca 1919 roku zostały przyznane Polsce, w tym południowe połacie Wielkopolski, jednak dopiero po ratyfikacji traktatu wersalskiego. W czasie trwania zawieszenia broni, na wniosek Polaków, w Rawiczu Niemcy usunęli dwa pomniki Wilhelma II i Fryderyka II. 16 stycznia 1920 roku żołnierze i ludność niemiecka demonstracyjnie wyjechali z Rawicza do Wrocławia. 17 stycznia w Rawiczu pojawili się ułani polscy. 17 stycznia 1920 roku po wejściu w życie traktatu wersalskiego, miasto Rawicz znalazło się ponownie w granicach Rzeczypospolitej.
Na cześć powstania w Rawickim w 1926 roku odsłonięto w Rawiczu Pomnik Żołnierza (zwany przed wojną „pomnikiem powstańców”) u którego stóp, na granitowej płycie umieszczono napis „Bojownikom powstań narodowych o wolną i niepodległą Polskę”. Pomnik ten w czasie II wojny okupant zniszczył. Został on odrestaurowany w 1980 r. Na cmentarzu parafialnym w Rawiczu w 1947 roku odsłonięto odbudowany obelisk (także zniszczony w czasie wojny) z napisem „Wyrazy hołdu dla spoczywających tu powstańców wielkopolskich, żołnierzy Wojska Polskiego i byłych więźniów politycznych walczących o wolność Ojczyzny”. Na terenie powiatu rawickiego w takich miejscowościach jak: Miejska Górka, Słupia Kapitulna, Golejewko, Zielona Wieś, Zakrzewo, Pakosław, Jutrosin, Szymanowo i inne, jest wiele pomników, tablic pamiątkowych, mogił zbiorowych i indywidualnych upamiętniających walki powstańców wielkopolskich.
Walki o Rawicz i okoliczne miejscowości w powstaniu wielkopolskim upamiętniono na jednej z tablic na Grobie Nieznanego Żołnierza w Warszawie napisem „RAWICZ 9 II 1919”